# Pseudagrion schmidtianum
Pseudagrion schmidtianum är en trollsländeart som beskrevs av Maurits Anne Lieftinck 1936. Pseudagrion schmidtianum ingår i släktet Pseudagrion och familjen dammflicksländor. IUCN kategoriserar arten globalt som otillräckligt studerad. Inga underarter finns listade i Catalogue of Life.